# La Peñuela
La Peñuela is een wijk (barrio) in de stad Cabral in de provincie  Barahona, Dominicaanse Republiek op een hoogte van 39 meter boven de zeespiegel. De tijdzone is UTC/GMT-4
La Peñuela is ook bekend als Arroyo Uvero en wordt soms geschreven als Ubero Arroyo doordat de Spaanse V als B klinkt.
In de onafhankelijkheidsoorlog, die vanaf 1844 werd gevoerd, was La Peñuela een plaats waar kolonel Gaspar Polanco Borbón in 1858 de leiding over de militaire afdeling van La Peñuela had. Van hieruit verdedigde hij de onafhankelijkheid van de Dominicaanse Republiek tegen de invallen van Haïti, mede waardoor hij in deze tijd werd bevorderd tot brigadegeneraal.